# يوم آخر (مسلسل)
يوم آخر، مسلسل قطري. أُنتج وعرض عام 2003، يتمحور موضوعه عن عائلة من أربع بنات والدهم ووالدتهم متوفيان. الأخت الكبرى هي (مها) وتحاول ان تكون بمثابة الام لشقيقاتها والأخت الثانية تدعى (هالة) وهي حادة الطباع وتهوى الطبخ ولم تكمل دراستها والثالثة هي (الجازي) والوحيدة التي اكملت دراستها الجامعية من بين شقيقاتها وتطمح في الحصول على وظيفة لتساعد عائلتها مادياً واما الاخت الصغرى (ريم) فهي فظة ومتمردة بسبب عدم رضاها لحالة عائلتها المادية وتأثير صديقتها الثرية واللعوب (شمس) عليها. الأخوات لديهن خال دائما يشرب الخمر ولديه 3 بنات وولد بالإضافة إلى عمهن الذي أخذ مالهن وحقهن في الورث ولا يحبهن وزوجته مسيطرة عليه لأنها المسؤولة عن اموالهم.

## الفنانين المشاركين
| الممثل              | الشخصية  |
| ------------------- | -------- |
| عبد العزيز جاسم     | أبو خالد |
| غازي حسين           | سالم     |
| هدى الخطيب          | سعاد     |
| زهرة الخرجي         | مها      |
| زهرة عرفات          | هالة     |
| عبد الله عبد العزيز | علي      |
| جمعان الرويعي       | سعيد     |
| ناصر محمد           | فيصل     |
| هيفاء حسين          | الجازي   |
| فاطمة عبد الرحيم    | ليلى     |
| لمياء طارق          | ريم      |
| هبة سليمان          | سوسن     |
| جواهر               | شمس      |
| هدية سعيد           | أم سعيد  |
| سعيد المناعي        | أبو سعيد |
| خالد البريكي        | ناصر     |
| عبدالله الكواري     | خالد     |
| وفاء البلوشي        | مريم     |